# Roger Ébrard
Pour les articles homonymes, voir Ébrard.
Roger Ébrard, né le 3 décembre 1896 à Saint-Servan (aujourd'hui quartier de Saint-Malo) et mort le 24 octobre 1998 à Lyon, est un footballeur français.

## Biographie
Il compte deux sélections en équipe de France de football, Norvège-France à Stavanger en 1922, Norvège-France à Oslo stade Stade Graesbannen en 1922. Toutefois, ces matchs ne comptent pas pour une sélection officielle.

### Clubs successifs
- U.S. Servannaise
- FC Lyon

### Carrière
En 1918, il dispute la première finale de la Coupe de France.
C’est le stade Olivier-de-Serre qui accueille le 5 mai 1918 cette finale de Coupe de France. Devant quelques centaines de spectateurs, l’Olympique de Pantin domine largement le FC Lyon sur le score de 3-0 et inscrit son nom au bas de la Coupe Charles Simon (Coupe de France de football).
Mais cette première finale est marquée d’un formidable geste de sportivité.
Alors que le jeu se durcit, les gestes d’énervements se multiplient, le ton monte et le gardien de but de Pantin, Decoux, décoche un superbe crochet du droit à la mâchoire de l’attaquant lyonnais Weber.
Première finale. Première expulsion.
Roger Ébrard, le capitaine du FC Lyon, ne supporte pas l’idée d’un succès au rabais.
« Je ne voulais pas jouer contre une équipe sans gardien. C’était anormal ! »
Il condamne le geste de Decoux, mais insiste auprès de M. Bataille, l’arbitre de la rencontre :
« Laissez le jouer »
Decoux se réinstalle dans son but. Le jeu reprend, les coups ont disparu. Les espoirs lyonnais aussi ! 3-0, la première coupe de France deviendra la propriété de l’Olympique de Pantin.
Il fit partie de la tournée norvégienne de l'équipe de France, en juin 1922, avec une formation expérimentale comportant neuf néo-internationaux (dont Roger Ébrard, survivant de la finale de la Coupe de France de 1918). Elle sera battue deux fois, le 6 juin à Stavanger (2-3) et le 11 juin à Oslo (0-7). Le second match était originellement conclu comme match international A et considéré comme tel par les Norvégiens. Il se déroula en présence du roi Haakon VII de Norvège, des ambassadeurs des deux pays, des représentants des deux fédérations, dont Henri Delaunay pour la France. Mais pour des raisons qu'on ignore, la F.F.F.A. demanda ensuite à la fédération norvégienne l'annulation du caractère officiel de ce match qui ne compte pas pour une sélection A.

## Palmarès
- Finaliste de la Coupe de France de football 1917-1918